# Áctor (rey de los eleos)
En la mitología griega, Áctor (en griego antiguo Ἄκτωρ/Aktôr) era un rey de los eleos, hijo de Forbante y de Hirmina. Áctor fundó una ciudad en Eólida que llamó Hirmina por ella. Con su esposa Molíone fue padre de los moliónidas, dos gemelos monstruosos que estaban unidos por la cintura y que superaban en fuerza a todos sus contemporáneos. Habiéndose enfrentado a Heracles, éste sólo pudo vencerlos por medio de una emboscada. En el Catálogo de mujeres, sin embargo, este Áctor es identificado como el hijo de Mirmidón y Pisídice, hija de Eolo, al menos en su papel como padre putativo de los Moliónidas.